# Републикански път I-5
Републикански път I-5 е първокласен път от Републиканската пътна мрежа на България с направление север-юг – от Русе до ГКПП Маказа и с обща дължина от 393 km – трети по големина в страната, след I-6 (508,5 km) и I-1 (453,8 km).
Трасето на I-5 преминава през територията на 6 административни области: Русенска, Великотърновска, Габровска, Старозагорска, Хасковска и Кърджалийска.
В участъка от Русе до Хасково Републикански път I-5 съвпада с Европейски път Е85.

## Географско описание на трасето
Пътят започва при 8,2 km на Републикански път I-2 – южно от центъра на град Русе, пресича река Русенски Лом и се насочва на юг през Дунавската равнина. Минава покрай селата Тръстеник и Обретеник, през село Волово и покрай град Борово, завива на запад и минава покрай северната част на град Бяла и достига до река Янтра. Този участък е с повишена концентрация на ПТП. Пътят пресича река Янтра, продължава на запад, при гара Бяла завива на юг и продължава покрай жп линията на левия бряг на реката на около 1 км от нея, като преминава покрай село Полско Косово и излиза от Русенска област.
Пътят навлиза във Великотърновска област, където последователно преминава покрай град Полски Тръмбеш и село Раданово, през селата Петко Каравелово и Куцина, пресича река Росица и през село Поликраище достига до село Самоводене, където отново продължава покрай левия бряг на Янтра, навлизайки в Предбалкана. Чрез два тунела пътят преминава през град Велико Търново, южно от него пресича река Янтра, като напуска долината ѝ, изкачва нисък вододел и достига до град Дебелец, където завива на запад и навлиза в Габровска област.
Тук пътят следва долината на Дряновска река, като последователно преминава през селата Соколово и Зая и достига до град Дряново. Западно от Дряновския манастир Републикански път I-5 напуска долината на Дряновска река и като преминава последователно през селата Стойчовци, Раховци, Балиновци и Донино се спуска отново в долината на река Янтра в северната част на град Габрово. Пътят пресича града по цялото му протежение от север на юг, чрез множество завои и серпентини се изкачва по северния склон на Шипченска планина, достига до най-високата точка (1200 м) на Шипченския проход и навлиза в Старозагорска област.
След стръмно 14-километрово спускане, при град Шипка Републикански път I-5 напуска Стара планина и навлиза в Казанлъшката котловина. Тук пътят преминава през западната част на град Крън и източната част на град Казанлък, завива на изток, а след 7 km на юг, минава през село Тулово, пресича река Тунджа и достига северното подножие на Сърнена Средна гора. Чрез Змейовския проход (460 м н.в.) пътят преодолява планината, слиза в северната част на град Стара Загора и навлиза в Горнотракийската низина. След като заобикаля от изток град Стара Загора продължава на юг през селата Бъдеще, Ястребово, Средец, Тракия и Бял извор и навлиза в Хасковска област.
В Хасковска област Републикански път I-5 минава през село Радиево и град Димитровград, заобикаля от изток град Хасково и се насочва на югозапад. Преминава последователно през селата Конуш и Козлец и след село Николово напуска Хасковска област и навлиза в Кърджалийска област.
Тук пътят отново поема в южна посока, минава през селата Пчеларово и Черноочене, преодолява вододела между водосборните басейни на реките Марица и Арда и след стръмно спускане достига до последната в град Кърджали. Оттук пътят продължва нагоре по долината на река Върбица, минава през град Момчилград, след което напуска долината на Върбица и се изкачва високо над десния ѝ бряг. След разклона за село Чавка отново се спуска в долината на реката при село Подкова, след което продължава по източната част от долината на Чорбаджийска река (десен приток на Върбица). След село Чорбаджийско напуска долината на Чорбаджийска рекаи се изкачва на юг по един от ридовете на планината Гюмюрджински снежник като достига границата ни с Гърция при ГКПП Маказа - Нимфея.
От 2014 г. последните 40 km от трасето на пътя са преместени по десния бряг на река Върбица и нагоре по долината на Лозенградска река. При 352,2 km, южно от град Кърджали започва новото трасе на пътя, нагоре покрай левия бряг на река Върбица. След разклона за село Фотиново пътят пресича реката и продължава нагоре, но вече покрай десния ѝ бряг. Минава източно от общинския център село Кирково, пресича Чорбаджийска река и се изкачва нагоре по долината на десния ѝ приток Лозенградска река, като при 393 km завършва на българо-гръцката граница при ГКПП Маказа - Нимфея. Новото трасе скъсява пътя с малко повече от 4 km.
Общо в системата на Републикански път I-5 има 1+79 броя пътища от Републиканската пътна мрежа, от които: 9 броя пътища 2-ри клас; 23 броя пътища 3-ти клас с трицифрени номера и 47 броя пътища 3-ти клас с четирицифрени номера. Директно от Републикански път I-5 вляво и вдясно се отклоняват 9 второкласни и 18 третокласни пътища:
Второкласни пътища
- при 11,0 km, при жп гара Долапите – надясно Републикански път II-52 (87,6 km) до град Никопол;
- при 51,8 km, в северната част на град Бяла – наляво Републикански път II-51 (98,2 km) до 95,5 km на Републикански път I-2;
- при 56,2 km, при жп гара Бяла – надясно Републикански път II-54 (30.3 km) до село Вардим;
- при 90,9 km, в село Поликраище – наляво Републикански път II-53 (212,1 km) до град Средец;
- при 110,0 km, южно от град Дебелец – наляво Републикански път II-55 (190,0 km) до град Свиленград;
- при 182,8 km, в град Шипка – надясно Републикански път II-56 (100,1 km) до град Пловдив;
- при 236,3 km, в югоизточната част на град Стара Загора – наляво Републикански път II-57 (41,5 km) до село Новоселец;
- при 326,5 km, северно от село Черноочене – надясно Републикански път II-58 (60,8 km) до град Асеновград;
- при 358,9 km, в южната част на град Момчилград – наляво Републикански път II-59 (94,2 km) до ГКПП Ивайловград.

Третокласни пътища (с трицифрени номера)
- при 2,2 km, в град Русе – наляво Републикански път III-501 (49,4 km) до град Бяла;
- при 68,9 km, в град Полски Тръмбеш – надясно Републикански път III-502 (29,1 km) до 29,8 km на Републикански път III-405;
- при 95,4 km, в село Самоводене – надясно Републикански път III-504 (45,5 km) до село Алеково;
- при 251,7 km, в село Средец – наляво Републикански път III-503 (29,5 km) до град Симеоновград;
- при 278,8 km, южно от град Димитровград – надясно Републикански път III-506 (45,4 km) до 320,7 km на Републикански път I-5;
- при 301,3 km, южно от град Хасково – наляво Републикански път III-505 (63,8 km) до 362,3 km на Републикански път I-8;
- при 343,8 km, в град Кърджали – наляво Републикански път III-507 (39,5 km) до 3,3 km на Републикански път III-505;
- при 352,2 km – надясно Републикански път III-508 (38,3 km) до село Фотиново;
- при 391,6 km – наляво Републикански път III-509 (36,7 km) до град Крумовград.

Третокласни пътища (с четирицифрени номера)
- при 26,8 km, южно от село Тръстеник – наляво Републикански път III-5001 (26,5 km) през град Две могили и селата Пепелина, Широково и Острица до 35,0 km на Републикански път III-202, югозападно от село Кацелово;
- при 89,2 km, северно от село Поликраище – наляво Републикански път III-5003 (10,2 km) през село Янтра до 31,4 km на Републикански път III-514, южно от село Драганово;
- при 140,4 km, в село Донино – надясно Републикански път III-5002 (16,7 km) през селата Велковци, Скалско и Славейково до село Гостилица при 80,2 km на Републикански път III-609;
- при 142,0 km, североизточно от град Габрово – надясно Републикански път III-5004 (12,5 km) през селата Рязковци, Думници и Киевци до квартал „Велчевци“ на град Габрово при 3,9 km на Републикански път III-4404;
- при 149,7 km, в град Габрово – надясно Републикански път III-5006 (19,5 km) през селата Стоманеците и Зелено дърво до местността Узана;
- при 168,7 km, на Шипченския проход – наляво Републикански път III-5005 (12,3 km) до националния парк Бузлуджа;
- при 213,9 km, западно от село Ягода – наляво Републикански път III-5007 (37,4 km) през селата Ягода, Шаново, Зимница, Ветрен, градовете Николаево и Гурково и село Конаре до град Твърдица при 29,8 km на Републикански път III-662;
- при 219,4 km, западно от село Змейово – надясно Републикански път III-5008 (10,8 km) през селата Борилово и Пряпорец до 13,4 km на Републикански път III-6602;
- при 311,9 km, западно от село Козлец – наляво Републикански път III-5009 (25,6 km) през селата Зорница, Бели пласт, Соколяне, Стремци, Рани лист, Солище и Скърбино до град Кърджали при 342,1 km на Републикански път I-5.

## Подробно описание
| Пътища, отклоняващи се надясно (населено място, № на пътя, посока на пътя)                                                   | Км    | Пътища, отклоняващи се наляво (посока на пътя, № на пътя, населено място)                                             |
| --- | ----- | --- |
| Община Русе, Област Русе, I-2, 8,2 km, гр. Русе →                                                                            | 0,0   | → гр. Русе, 8,2 km, I-2, Област Русе, Община Русе                                                                     |
| гр. Русе | 2,2   | → гр. Русе, 0.0 km III-501 (до гр. Бяла)                                                                              |
| (до гр. Никопол) II-52, 0,0 km ←                                                                                             | 11,0  | |
| Община Иваново | 12,8  | Община Иваново |
| (за 8,2 km на II-52) общински път ←                                                                                          | 18,3  | → общински път (за с. Иваново)                                                                                        |
| (за с. Тръстеник) общински път ←                                                                                             | 23,6  | |
| (за с. Тръстеник) общински път ←                                                                                             | 25,7  | |
| | 26,8  | → 0.0 km III-5001 (до 35,0 km на III-202)                                                                             |
| Община Две могили | 27,6  | Община Две могили |
| (за с. Екзарх Йосиф) общински път ←                                                                                          | 29,6  | |
| Община Борово | 32,8  | → общински път (за гр. Две могили), Община Борово                                                                     |
| (от с. Ценово) III-5402, 15,6 km →                                                                                           | 34,4  | |
| | 35,4  | → общински път (за с. Батишница)                                                                                      |
| (за с. Брестовица) общински път, с. Волово ←                                                                                 | 40,7  | с. Волово |
| | 44,9  | ← 7,1 km, III-5101 (от 8,6 km на II-51)                                                                               |
| Община Бяла | 45,9  | Община Бяла |
| (за с. Стърмен) общински път, гр. Бяла ←                                                                                     | 51,8  | → гр. Бяла, 0.0 km II-51 (до 95,5 km на I-2)                                                                          |
| (до с. Вардим) II-54, 0,0 km, гр. Бяла ←                                                                                     | 56,2  | гр. Бяла |
| (до гр. Ботевград) I-3, 0,0 km ←                                                                                             | 59,0  | |
| с. Полско Косово | 62    | с. Полско Косово |
| Община Полски Тръмбеш, Област Велико Търново                                                                                 | 66    | Област Велико Търново, Община Полски Тръмбеш                                                                          |
| (до 70,7 km на III-405) III-407, 64,8 km, гр. Полски Тръмбеш ← (до 29,8 km на III-405) III-502, 0,0 km, гр. Полски Тръмбеш ← | 68,9  | ← гр. Полски Тръмбеш, 64,8 km, III-407 (от с. Моравица) .                                                             |
| с. Раданово | 72,4  | с. Раданово |
| (за с. Полски Сеновец) общински път ←                                                                                        | 75,5  | |
| с. Петко Каравелово | 77,1  | → Петко Каравелово, общински път (за с. Стрелец)                                                                      |
| с. Куцина | 80,8  | с. Куцина |
| Община Горна Оряховица | 83,1  | Община Горна Оряховица                                                                                                |
| (за с. Никюп) общински път ←                                                                                                 | 83,7  | → общински път (за с. Крушето)                                                                                        |
| | 88,2  | → 0.0 km III-5003 (до 31,4 km на III-514)                                                                             |
| с. Поликраище | 89,9  | → с. Поликраище, 0.0 km II-53 (до гр. Средец)                                                                         |
| Община Велико Търново | 93    | → общински път (за с. Първомайци), Община Велико Търново                                                              |
| (до с. Алеково) III-504, 0,0 km, с. Самоводене ←                                                                             | 94,4  | с. Самоводене |
| (от 155,8 km на I-3) I-4, 128,5 km, гр. Велико Търново → .                                                                   | 103,4 | → гр. Велико Търново, 128,5 km, I-4 (до 107,3 km на I-2) ← гр. Велико Търново, 54,0 km, III-514 (от 29,6 km на II-51) |
| (за гр. Дебелец) общински път ←                                                                                              | 106,1 | ← 20,6 km, III-5302 (от с. Миндя)                                                                                     |
| (за гр. Дебелец) общински път ← .                                                                                            | 109,0 | → 0.0 km II-55 (до гр. Свиленград) → 0,0 km, III-551 (до тр. Елена)                                                   |
| Община Дряново, Област Габрово                                                                                               | 114,3 | Област Габрово, Община Дряново                                                                                        |
| (за с. Длъгня) общински път, с. Соколово ←                                                                                   | 117,6 | → с. Соколово, общински път (за с. Косарка)                                                                           |
| (за с. Саласука) общински път ←                                                                                              | 120,4 | |
| с. Зая | 121,3 | → с. Зая, общински път (за с. Ганчовец)                                                                               |
| (до 3,7 km на III-406) III-609, 69,4 km, гр. Дряново ←                                                                       | 125,4 | ← гр. Дряново, 69,4 km, III-609 (от с. Дъбово)                                                                        |
| (от гр. Севлиево) III-4041, 31,2 km, гр. Дряново →                                                                           | 127,8 | гр. Дряново |
| Община Габрово | 132,2 | Община Габрово |
| (за с. Лесичарка) общински път, с. Стойчовци ←                                                                               | 134,1 | с. Стойчовци |
| с. Раховци | 136,5 | → с. Раховци, общински път (за с. Тодорчета)                                                                          |
| с. Балиновци | 137,6 | с. Балиновци |
| (до с. Гостилица) III-5002, 0,0 km, с. Донино ← .                                                                            | 139,4 | ← с. Донино, 10,4 km III-5522 (от 39,5 km на III-552) → с. Донино, 0,0 km III-5524 (до с. Боженците)                  |
| с. Брънеците | 140,5 | с. Брънеците |
| (до 3,9 km на III-4404) III-5004, 0,0 km ←                                                                                   | 141,0 | |
| (от 80,0 km на I-4) II-44, 30,1 km, гр. Габрово →                                                                            | 146,5 | гр. Габрово |
| (до хижа „Узана“) III-5006, 0,0 km, гр. Габрово ←                                                                            | 148,7 | гр. Габрово |
| гр. Габрово | 150,0 | ← гр. Габрово, 41,7 km III-552 (от с. Вонеща вода)                                                                    |
| гр. Габрово | 152,8 | → гр. Габрово, общински път (за кв. „Ябълка“)                                                                         |
| Община Казанлък, Област Стара Загора Шипченски проход                                                                        | 167,7 | Област Стара Загора, Община Казанлък → Шипченски проход, 0.0 km III-5005 (до нац. парк „Бузлуджа“)                    |
| (до гр. Пловдив) II-56, 0,0 km, гр. Шипка ←                                                                                  | 181.8 | гр. Шипка |
| | 186,5 | → общински път (до 9,8 km на III-5005)                                                                                |
| (за с. Хаджидимитрово) общински път, гр. Крън ←                                                                              | 188,2 | → гр. Крън, общински път (за с. Енина)                                                                                |
| гр. Казанлък | 192,3 | → гр. Казанлък, общински път (за с. Енина)                                                                            |
| (от ГКПП Гюешево) I-6, 324,4 km →                                                                                            | 197,2 | |
| (за с. Черганово) общински път ←                                                                                             | 201,5 | |
| Община Мъглиж | 203,8 | → 330,0 km, I-6 (до гр. Бургас), Община Мъглиж                                                                        |
| с. Тулово | 209,7 | → с. Тулово, общински път (за гр. Мъглиж и с. Юлиево)                                                                 |
| (за с. Ръжена) общински път ←                                                                                                | 212,9 | → 0.0 km III-5007 (до гр. Твърдица)                                                                                   |
| Община Стара Загора | 215,2 | Община Стара Загора                                                                                                   |
| (до 12,8 km на III-6602) III-5008, 0,0 km ←                                                                                  | 218,4 | → общински път (за с. Змейово)                                                                                        |
| | 221,3 | → общински път (за с. Змейово)                                                                                        |
| (за гр. Стара Загора) общински път ←                                                                                         | 225,6 | |
| (за гр. Стара Загора) общински път, ←                                                                                        | 228,7 | → общински път (за с. Хрищени)                                                                                        |
| гр. Стара Загора | 230,2 | ← гр. Стара Загора, 58,2 km II-66 (от 399,7 km на I-6)                                                                |
| гр. Стара Загора | 235,3 | → гр. Стара Загора, 0.0 km II-57 (до с. Новоселец)                                                                    |
| (до с. Поповица) II-66, 64,4 km, гр. Стара Загора ←                                                                          | 236,4 | гр. Стара Загора |
| (за с. Маджерито) общински път ←                                                                                             | 239,2 | |
| | 239,6 | → общински път (за с. Загоре)                                                                                         |
| | 240,5 | → общински път (за с. Загоре)                                                                                         |
| автомагистрала „Тракия“, 209,0 km →                                                                                          | 241,6 | → 209,0 km, автомагистрала „Тракия“                                                                                   |
| (за с. Памукчии) общински път ←                                                                                              | 243,8 | |
| (за с. Петрово) общински път, с. Бъдеще ←                                                                                    | 245   | → с. Бъдеще, общински път (за селата Стрелец и Пъстрен)                                                               |
| Община Опан | 246   | Община Опан |
| с. Ястребово | 248   | с. Ястребово |
| с. Средец | 251,7 | → с. Средец, 0.0 km III-503 (до гр. Симеоновград)                                                                     |
| с. Тракия | 258   | → с. Тракия, общински път (за с. Опан)                                                                                |
| (за с. Странско) общински път, с. Бял извор ←                                                                                | 262,1 | с. Бял извор |
| Община Димитровград, Област Хасково                                                                                          | 265,4 | Област Хасково, Община Димитровград                                                                                   |
| (за с. Бряст) общински път, с. Радиево ←                                                                                     | 269,2 | → с. Радиево, общински път (за с. Голямо Асеново)                                                                     |
| (от гр. Чирпан) III-663, 34,5 km, гр. Димитровград →                                                                         | 273,2 | → гр. Димитровград, 34,5 km, III-663 (до гр. Симеоновград)                                                            |
| гр. Димитровград | 275,3 | → гр. Димитровград, общински път (за с. Черногорово)                                                                  |
| (за с. Крум) общински път, гр. Димитровград ←                                                                                | 277,8 | гр. Димитровград |
| (до 320,7 km на I-5) III-506, 0,0 km ←                                                                                       | 278,8 | |
| автомагистрала „Марица“, 36,4 km →                                                                                           | 280,4 | → 36,4 km, автомагистрала „Марица“                                                                                    |
| | 281,2 | → общински път (за с. Крепост)                                                                                        |
| | 284,7 | → общински път (за с. Узунджово)                                                                                      |
| Община Хасково | 285,7 | Община Хасково |
| (от ГКПП Калотина) I-8, 299,7 km →                                                                                           | 287,6 | |
| | 292,4 | → 304,5 km, I-8 (до ГКПП Капитан Андреево - Капъкуле) → 0.0 km III-8007 (до гр. Симеоновград)                         |
| (за гр. Хасково) общински път ←                                                                                              | 297,6 | |
| | 301,3 | → 0.0 km III-505 (до 362,3 km на I-8)                                                                                 |
| | 302,4 | → общински път (за с. Войводово)                                                                                      |
| (за с. Тракиец) общински път, с. Конуш ←                                                                                     | 305,2 | с. Конуш |
| | 308,6 | → общински път (за с. Мандра)                                                                                         |
| с. Козлец | 310,1 | с. Козлец |
| | 310,9 | → 0.0 km III-5009 (до гр. Кърджали)                                                                                   |
| (за с. Гълъбец) общински път ←                                                                                               | 312   | |
| (за с. Николово) общински път ←                                                                                              | 315,4 | → общински път (за с. Широка поляна)                                                                                  |
| Община Черноочене, Област Кърджали                                                                                           | 317,6 | Област Кърджали, Община Черноочене                                                                                    |
| (от 278,8 km на I-5) III-506, 45,4 km →                                                                                      | 319,7 | |
| с. Пчеларово | 323,7 | с. Пчеларово |
| (до гр. Асеновград) II-58, 0,0 km ←                                                                                          | 326,5 | |
| (за селата Житница, Бели вир и Свободиново) общински път, с. Черноочене ←                                                    | 328,8 | ← с. Черноочене, 19,8 km III-5071 (от с. Чифлик)                                                                      |
| | 332,4 | → общински път (за с. Патица)                                                                                         |
| (за с. Възел) общински път ←                                                                                                 | 334,7 | |
| Община Кърджали, (за с. Черна скала) общински път ←                                                                          | 335,7 | Община Кърджали |
| (за с. Чилик) общински път ←                                                                                                 | 336,8 | |
| (за с. Калинка) общински път ←                                                                                               | 339,3 | |
| гр. Кърджали | 342,1 | ← гр. Кърджали, 25,6 km III-5009 (от 310,9 km на I-5)                                                                 |
| гр. Кърджали | 343,8 | → гр. Кърджали, 0.0 km III-507 (до 3,3 km на III-505)                                                                 |
| (от 123.7 km на II-86) III-865, 66.4 km, гр. Кърджали →                                                                      | 345,0 | гр. Кърджали |
| (за с. Опълченско) общински път ←                                                                                            | 347,1 | → общински път (за с. Вишеград)                                                                                       |
| (за с. Пепелище) общински път ←                                                                                              | 349,6 | → общински път (за с. Глухар)                                                                                         |
| Община Момчилград | 350,7 | Община Момчилград |
| | 352,2 | → общински път за гр. Момчилград (бившето трасе на С-5)                                                               |
| (до с. Фотиново) III-508, 0,0 km ←                                                                                           | 353,4 | |
| (за с. Седлари) общински път ←                                                                                               | 353,7 | → общински път (за гр. Момчилград)                                                                                    |
| (за с. Садовица) общински път ←                                                                                              | 359,7 | |
| (за с. Загорско) общински път ←                                                                                              | 363,2 | |
| Община Джебел | 367,3 | Община Джебел |
| Община Кирково | 369,6 | Община Кирково |
| (за с. Брегово) общински път ←                                                                                               | 370,5 | |
| с. Върбен | 373,5 | с. Върбен |
| (за с. Фотиново) общински път ←                                                                                              | 374,6 | |
| | 380,6 | → общински път (за с. Подкова)                                                                                        |
| (от с. Средногорци) III-867 60,2 km →                                                                                        | 381,4 | → 60,2 km III-867 (до с. Подкова)                                                                                     |
| ГКПП Маказа - Нимфея | 393   | ГКПП Маказа - Нимфея                                                                                                  |

Забележки
1. ↑  На протежение от 6,6 km (от км 197,2 до км 203,8) Републикански път I-5 се дублира с Републикански път I-6 (от км 324,4 до км 331,0)
2. ↑  На протежение от 6,2 km (от км 230,2 до км 236,4) Републикански път I-5 се дублира с Републикански път II-66 (от км 58,2 до км 64,4)
3. ↑  На протежение от 4,8 km (от км 287,6 до км 292,4) Републикански път I-5 се дублира с Републикански път I-8 (от км 299,7 до км 304,5)

## Ремонти
През 2018 год. е ремонтиран участъка „Гара Долапите – Тръстеник“, който е дълъг 14,4 km.
Същата година е ремонтирано и трасето „Борово – Бяла“, дълго 7 km.
През 2020 год. са ремонтирани 4 трасета:
1. Славовци – Етъра – 12 km
2. Русе – Гара Долапите – 4,8 km
3. Тръстеник – Борово – 18,6 km
4. Стар жп мост край Радиево

През 2021 год. започна ремонта на трасето „Димитровград, кв. „Изток“ – Димитровград, кв. „Раковски“, дълго 3,2 km.